# PAS Lamía 1964 Football Club
Maillots
Actualités
Le Paneipirotic Athlitikos Syllogos Lamía 1964 Podosfairiki Anonymi Etaireia (en grec moderne : Πανηπειρωτικός Αθλητικός Σύλλογος Λαμία 1964 Ποδοσφαιρική Ανώνυμος Εταιρεία), plus couramment abrégé en PAS Lamía 1964, est un club grec de football fondé en 1964 et basé dans la ville de Lamía, dans la région de la Grèce-Centrale.

## Histoire
Le club est créé le 1er juin 1964 par le regroupement de plusieurs clubs de la région, Lamiakos et Palamiaki, et se nomme alors AS Lamía. Le club évolue pendant longtemps dans les niveaux inférieurs des championnats grecs, faisant souvent la navette entre la deuxième et la troisième division.
En 2014, le club s'établit en deuxième division, et trois ans après monte pour la première fois de son histoire en Super League, en finissant vice-champion de 2e division lors de la saison 2016-2017, derrière l'Apollon Smyrnis,.
Pour sa première saison en Super League, Lamía termine à la douzième place, s'assurant le maintien, et accède aux quarts de finale de la Coupe de Grèce.

## Palmarès
| Compétitions nationales                                                          |
| -------------------------------------------------------------------------------- |
| - Championnat de Grèce D3 (2) : - Champion : 1972-73 (Gr. 4) et 2013-14 (Gr. 3). |

## Personnalités du club

### Présidents
- Georgios Pontikas

### Entraîneurs
| - Georgios Papamalis (1996 - 1997) - Giannis Koronellos (2000) - Nikos Pantelis (2000 - 2001) - Zoran Babović (2001) - Dionysis Beslikas (2004 - 2005) - Kostas Stamatiou (2005 - 2006) - Vasilios Xanthopoulos (2006) - Nikolaos Zalikas (2006) - Giánnis Goúnaris (2007) - Marcelo Javier Zuleta (2007) - Ilias Rammos (2007) | - Manolis Papadopoulos (2007 - 2008) - Daniel Batista Lima (2008) - Kostas Stamatiou (2008) - Nikos Kourbanas (2008) - Nikolaos Tsamis (2008) - Georgios Marantas (2008 - 2009) - Leon Gardikiotis (2009) - Periklis Amanatidis (2013 - 2014) - Timos Kavakas (2014) - Babis Tennes (2014 - 2015) - Pavlos Dermitzakis (2015) | - Giannis Lytras (2015) - Soulis Papadopoulos (2015) - Georgios Vazakas (2015 - 2016) - Dimitrios Spanos (2016) - Babis Tennes (2016 - 2018) - Makis Chavos (2018 - 2019) - Sotiris Antoniou (2019) - Apostolos Mantzios (2019 - 2020) - Giorgos Petrakis (2020) - Babis Tennes (2020) - Michalis Grigoriou (2020 - 2022) - Gianluca Festa (2022) - Savvas Pantelidis (2022-février 2023) - Leonidas Vokolos (février 2023-juin 2024) - Marinos Satsias (juillet 2024-septembre 2024) - Leonidas Vokolos (octobre 2024-janvier 2025) - Athanasios Staikos (depuis jan. 2025) |